# Jim Hall
Jim Hall (23 de juliol del 1935, Abilene, Texas, Estats Units) va ser un pilot de curses automobilístiques estatunidenc que va arribar a disputar curses de Fórmula 1. Va debutar a la desena i última cursa de la temporada 1960 (l'onzena temporada de la història) del campionat del món de la Fórmula 1, disputant el 20 de novembre del 1960 el GP dels Estats Units al Circuit de Riverside. Jim Hall va participar en un total de dotze proves puntuables pel campionat de la F1, disputades en quatre temporades consecutives (1960 - 163) aconseguint finalitzar una cursa en cinquena posició i assolí tres punts pel campionat del món de pilots.

## Resultats a la Fórmula 1
| Any  | Equip                      | Xassís | Motor  | 1       | 2       | 3      | 4     | 5     | 6     | 7     | 8       | 9     | 10    | Posició | Punts |
| ---- | -------------------------- | ------ | ------ | ------- | ------- | ------ | ----- | ----- | ----- | ----- | ------- | ----- | ----- | ------- | ----- |
| 1960 | Jim Hall                   | Lotus  | Climax | ARG     | MON     | 500    | HOL   | BEL   | FRA   | GBR   | POR     | ITA   | USA 7 | -       | 0     |
| 1961 | Jim Hall                   | Lotus  | Climax | MON     | HOL     | BEL    | FRA   | GBR   | ALE   | ITA   | USA Ret |       |       | -       | 0     |
| 1962 | Jim Hall                   | Lotus  | Climax | HOL     | MON     | BEL    | FRA   | GBR   | ALE   | ITA   | USA NVS | SUD   |       | -       | 0     |
| 1963 | British Racing Partnership | Lotus  | BRM    | MON Ret | BEL Ret | HOL 11 | FRA 8 | GBR 6 | ALE 5 | ITA 8 | USA 10  | MEX 8 | SUD   | 12è     | 3     |

### Resum
| Curses: | Victòries: | Pòdiums: | Poles: | Voltes ràpides: | Punts: |
| ------- | ---------- | -------- | ------ | --------------- | ------ |
| 12      | 0          | 0        | 0      | 0               | 3      |